# Dicladocera ornatipenne
Dicladocera ornatipenne är en tvåvingeart som först beskrevs av Krober 1931.  Dicladocera ornatipenne ingår i släktet Dicladocera och familjen bromsar. Inga underarter finns listade i Catalogue of Life.